# Saint-Cosme-en-Vairais
 Saint-Cosme-en-Vairais  es una población y comuna francesa, situada en la región de Países del Loira, departamento de Sarthe, en el distrito de Mamers y cantón de Mamers.

## Demografía
| 1903 | 1946 | 1940 | 1981 | 1903 | 1911 |
| Para los censos de 1962 a 1999 la población legal corresponde a la población sin duplicidades (Fuente: INSEE [Consultar]) |      |      |      |      |      |